# Superheroes (álbum)
Superheroes es el cuarto álbum de estudio de la banda estadounidense de heavy metal Racer X, publicado en 2000 en Japón por Universal Music Japan y lanzado al año siguiente en los Estados Unidos por Shrapnel Records. Originalmente se publicó en Japón bajo el nombre de Adventure of Racer X-Men, ya que cada uno de los músicos creó un personaje de ficción: Paul Gilbert se convirtió en Electric Bat, Jeff Martin en Motorman, Juan Alderete en The X-tinguisher y Scott Travis en Cowboy Axe. El disco contó con la participación del exguitarrista de la banda Bruce Bouillet en la mezcla de todas sus canciones. Por su parte, se incluyó una versión del tema «Godzilla» de Blue Öyster Cult.

## Lista de canciones
Todas las canciones escritas por Racer X, a menos que se indique lo contrario.

| N.º | Título                                 | Escritor(es)             | Duración |  |
| 1.  | «Superheroes»                          |                          | 4:40     |  |
| 2.  | «Let the Spirit Fly»                   |                          | 3:47     |  |
| 3.  | «Godzilla» (cover de Blue Öyster Cult) | Buck Dharma              | 4:50     |  |
| 4.  | «Dead Man's Shoes»                     |                          | 4:07     |  |
| 5.  | «King of the Monsters»                 |                          | 4:49     |  |
| 6.  | «Mad at the World»                     |                          | 4:00     |  |
| 7.  | «Evil Joe»                             |                          | 3:59     |  |
| 8.  | «That Hormone Thing»                   |                          | 4:36     |  |
| 9.  | «Viking Kong»                          |                          | 5:02     |  |
| 10. | «Time Before the Sun»                  | Jeff Martin, Mike Onesko | 7:14     |  |
| 11. | «O.H.B. (One Hot Bitch)»               |                          | 4:10     |  |

## Músicos
- Jeff Martin: voz
- Paul Gilbert: guitarra
- Juan Alderete: bajo
- Scott Travis: batería